# Marian Pokładecki
Witold Marian Pokładecki vel Zbigniew Radecki ps.: Żoli lub Zoli, Witold, Cybina, Ziemski (ur. 1 lipca 1909 w Poznaniu, zm. 24 sierpnia 1993 tamże) – podoficer Wojska Polskiego II RP i Polskich Sił Powietrznych w Wielkiej Brytanii, oficer Armii Krajowej, podharcmistrz, cichociemny.

## Życiorys
Po ukończeniu Gimnazjum Marii Magdaleny w Poznaniu, odbył w latach 1931–1933 służbę wojskową, w czasie której ukończył kurs łączności, a następnie szkołę podoficerską, zostając zawodowym podoficerem lotnictwa.
W szkole był aktywnym harcerzem. W roku 1929 jako drużynowy był komendantem 9 PDH na zlocie zorganizowanym w Poznaniu z okazji 10-lecia niepodległości Polski. Współorganizował jubileuszowy Zlot 25-lecia Harcerstwa Polskiego w Spale w 1935 roku. W latach 1936–1937, będąc już podharcmistrzem, był komendantem hufca „Poznań-Śródka”.
W 1937 roku został zatrudniony jako cywilny urzędnik do Wojskowej Radio-Telegraficznej Stacji nr 4 w Golęcinie. Po roku pracy szkoleniowo-technicznej został przeniesiony do Warszawy do Sztabu II Oddziału do obsługi stacji goniometrycznej.
We wrześniu 1939 roku służył w Oddziale II Sztabu Wojska Polskiego jako radiotelegrafista. Przekroczył granicę polsko-rumuńską 18 września 1939 roku. Był internowany w Rumunii. W grudniu znalazł się we Francji, gdzie został skierowany do Polskich Sił Powietrznych. W czerwcu 1940 roku dostał się do Wielkiej Brytanii, gdzie został przydzielony jako radiotelegrafista do dywizjonu 309. Był dowódcą radiostacji goniometrycznej. Między 15 marca a 29 grudnia 1942 roku został skierowany do lotów rozpoznawczych nad terenami przewidywanymi na przyszłą inwazję wojsk alianckich.
Zgłosił się do służby w kraju. Po przeszkoleniu w zakresie lotnictwa i dywersji został zaprzysiężony 4 marca 1943 roku w Oddziale VI Sztabu Naczelnego Wodza i przeniesiony do Głównej Bazy Przerzutowej w Brindisi we Włoszech. Zrzutu dokonano w nocy z 3 na 4 kwietnia 1944 roku w ramach akcji „Weller 5” dowodzonej przez kpt. naw. Antoniego Freyera (zrzut na placówkę odbiorczą „Pierzyna” 10 km na południowy zachód od Mińska Mazowieckiego). Skakali razem z nim: sierż. Stanisław Biedrzycki ps. Opera, ppor. Jan Bieżuński ps. Orzyc i kpt. Zygmunt Sawicki ps. Samulik.
Pokładecki dostał w maju 1944 roku przydział do referatu lotnictwa Oddziału III Operacyjnego sztabu Okręgu Kielce AK na stanowisko oficera referatu i instruktora. Do jego zakresu obowiązków należało m.in.: zabezpieczanie sieci łączności lotnisk, szkolenie kadr oraz wybór zrzutowisk i przygotowywanie ich do odbioru zrzutów lotniczych na obszarze Jędrzejów–Kielce–Szydłowiec.
Od czerwca 1944 roku służył w oddziale partyzanckim „Szarego”, który dysponował grupą lotników. Ponadto szkolił w zakresie łączności oddziały podległe referatom lotniczym w Częstochowie i Skarżysku.
Po wojnie, w 1945 roku był aresztowany przez UB i przez kilka miesięcy przebywał w areszcie. Po zwolnieniu prowadził placówkę UNRRA. Później pracował jako kierownik domów wypoczynkowych Poznańskiego Przedsiębiorstwa Elektryfikacji Rolnictwa w Szklarskiej Porębie. W 1952 roku, będąc inwigilowanym przez UB został zmuszony do opuszczenia strefy przygranicznej. Przeniósł się z rodziną do Poznania. Musiał się co tydzień meldować w UB. Po 1956 roku pracował w Poznańskim Przedsiębiorstwie Elektryfikacji Rolnictwa jako ekonomista. Z czasem awansował na stanowisko kierownika budowy. W 1974 roku przeszedł na emeryturę. Został pochowany na Cmentarzu Komunalnym Junikowo (pole 38, grób 025).

## Awanse
- podporucznik czasu wojny – ze starszeństwem z dniem 4 kwietnia 1944 roku.

## Odznaczenia
- Krzyż Srebrny Orderu Virtuti Militari
- Srebrny Krzyż Zasługi z Mieczami – 24 września 1944 roku.
- Medal Lotniczy[6]
- Medal Obrony[6].

## Życie rodzinne
Był synem Franciszka, tapicera, i Stanisławy z domu Jankowiak. 12 grudnia 1945 roku ożenił się z Janiną Drozdowską (1917–1992), łączniczką AK w Kutnie. Mieli troje dzieci: Witolda (ur. w 1948 roku), Ewę zamężną Lesiak (ur. w 1950 roku) i Przemysława (ur. w 1954 roku).